# Matamuerte
Matamuerte garinagu es una danza tradicional. Se encuentra en la cultura garífuna en Centroamérica, especialmente Honduras y Belice. La danza se realiza con un fondo rítmico de los tambores, común entre los bailes garinagu. Matamuerte es un baile lleno de humor que transmite la imagen de la gente que viene a través de un cuerpo en una playa y meter en él para ver si está vivo o muerto. 

Matamuerte aproximadamente se puede traducir al español la muerte como "mata".